# 投放危险物质罪
投放危险物质罪是《中华人民共和国刑法》所规定的一个罪名，最高可判处死刑的八大罪之一。「投放危險物質」是指投放毒害性、放射性、传染病病原体等物质危害公共安全的行为。

## 量刑
根据《中华人民共和国刑法》115条规定：投放毒害性、放射性、传染病病原体等物质或者以其他危险方法致人重伤、死亡或者使公私财产遭受重大损失的，处10年以上有期徒刑、无期徒刑或者死刑。

## 案例
2002年9月14日，陈正平因生意矛盾购买并将“毒鼠强”投放在白糖、油酥等食品原料中，并放入对手陈宗武的店子内。次日晨，陈宗武面食店使用掺有“毒鼠强”鼠药成分的食品原料制成烧饼、麻团等早点出售，导致300余人食用后中毒，其中42人死亡。陈正平被江苏省南京市中级人民法院以“投放危险物质罪”判处死刑，剥夺政治权利终身并于2002年10月14日上午被执行枪决。